# 聖靈寺
聖靈寺，亦稱聖靈禪寺，全名財團法人台北市聖靈寺，舊稱惟善堂及聖靈宮，為一座同時具有佛教與民間信仰之寺廟。聖靈寺原為齋教龍華派之齋堂，建立於清道光年間（1835年），因主祀呂洞賓，所以俗稱仙公廟，新店線的仙公廟車站即因此得名。現任住持為心定法師。

## 歷代沿革
- 1835年（道光年間），齋教龍華派信徒建齋堂「惟善堂」，主祀純陽仙祖呂洞賓。
- 1926年（大正15年），惟善堂搬遷至今址。惟善堂於皇民化運動時期，隸屬於日本曹洞宗。
- 1970年（民國60年），末代堂主李陳昭與鄭林富，更名為「聖靈宮」。此時期屬民間信仰，不再為龍華派佛堂。
- 1979年（民國68年），佛教僧侶今能和尚進主聖靈宮之管理，並將之更名為「聖靈寺」。因由和尚主持，主神因而被更換，使本堂增加了佛教色彩。

目前聖靈寺該廟宇的組織型態為財團法人制。

## 祭祀活動
- 農曆新年除夕夜子時（晚上11時）年度叩鐘108響祈福，祈願煩惱斷除福慧增長。
- 農曆正月初五日本寺提供安奉光明燈.平安燈.太歲燈及祭改制解科儀等服務之開經，為參加信眾大德祈求元辰光彩，闔家平安健康之精神光明。
- 農曆四月十三日至十五日恭祝浴佛節（釋迦牟尼佛佛誕）及呂仙祖菩薩聖誕舉辦祝壽禮千佛法會
- 農曆七月中元法會
- 農曆九月初一至初五日啟建圓明法會五永日，恭誦「妙法蓮華經」祈求平安消災。
- 農曆九月二十九日恭祝藥師佛誕辰，舉辦祝壽法會。
- 農曆十二月謝燈叩答佛恩

每個月第一個星期日 啟建《慈悲藥師寶懺》共修法會

## 祭祀諸佛
中央主奉：釋迦如來
佛前左右配祀：
- 阿難尊者
- 迦葉尊者
- 韋馱菩薩
- 伽藍尊者

左殿：
- 呂仙祖神尊（原「惟善堂」時期主尊）
- 左壁值年太歲光明燈

右殿：
- 中觀音菩薩
- 左文殊菩薩
- 右普賢菩薩

大殿外：
- 彌勒尊佛

## 歷任住持
今能長老
今能長老（臨濟正宗第42世）於1966年起任聖靈禪寺住持。1928年，出生於苗栗公館，師承臨濟正宗第41世之白聖法師。財團法人少年友愛基金會董事長，致力於弱勢青少年關懷與救濟。與法鼓山開山聖嚴法師往來熱絡，聖嚴法師圓寂時亦為其主持佛事。2018年11月21日早上8:41分因塵緣已盡，安詳捨報，世壽九十。